# ジョン・アームストロング (陸軍長官)

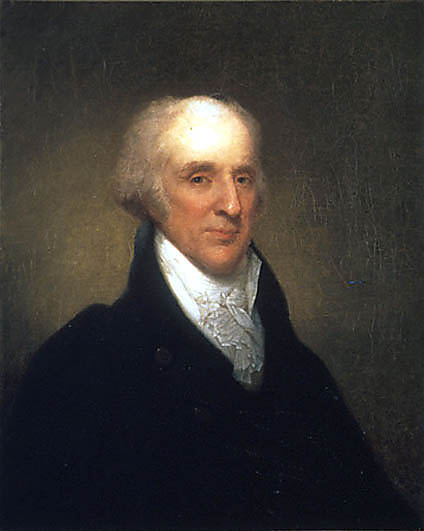
ジョン・アームストロング

ジョン・アームストロング（John Armstrong, 1758年11月25日 - 1843年4月1日）は、アメリカ合衆国の軍人、政治家。大陸会議代表、アメリカ合衆国上院議員、そしてアメリカ合衆国陸軍長官を務めた。

## 生い立ち
1758年11月25日、アームストロングはペンシルベニア植民地カーライルにおいて、大陸軍少将ジョン・アームストロングとレベッカ・ライオン (Rebecca Lyon) の息子として誕生した。アームストロングはカーライル市内で教育を受け、ニュージャージー大学（現在のプリンストン大学）で学んだ。アームストロングは1775年にプリンストンでの勉学を中断し、アメリカ独立戦争に参戦するためペンシルベニアへ帰郷した。

## アメリカ独立戦争
1775年、若きアームストロングはペンシルベニア民兵の連隊に参加した。1776年、アームストロングは大陸軍将軍ヒュー・マーサーの補佐官となったが、プリンストンの戦いにおいてマーサー将軍と死別した。その後アームストロングはホレイショ・ゲイツ将軍の補佐官となった。アームストロングはゲイツの下で9ヶ月あまりを過ごしたが、健康的理由によりサラトガの戦いの後の1777年10月にゲイツの補佐官を辞任した。1782年、ゲイツ将軍はアームストロングに対して軍への復帰を要請した。アームストロングはこの要請を受け入れ、ゲイツ将軍の参謀となった。アームストロングは少佐の階級を受け、独立戦争の終戦までゲイツ将軍を支援した。

### ニューバーグの手紙
アームストロングはゲイツ将軍とともにニューヨーク邦ニューバーグに駐屯した際、ニューバーグの陰謀に関与した。アームストロングは駐屯地の将校宛てに、2通の匿名の手紙を作成したとされている。1通目は1783年3月10日付けで送付された「将校への声明」と題された手紙であった。この手紙は将校らに会合の召集を呼び掛けたものであり、未払い賃金その他の議会への不満を議論し、問題解決のための行動計画を策定することを求めた。その後ジョージ・ワシントン将軍が3月15日により穏やかな形での会合召集を呼び掛けると、2通目の手紙が出回った。この手紙には、先の手紙での訴えをワシントンが支持したとする主張が記されていた。
ワシントンはこの抗議行動を、血を流すことなく成功裏に静めた。アームストロングは後世の手記において自身の関与を認めているが、匿名の書簡とアームストロングとを結びつける公的証拠は残されていない。

## 政治活動
1783年、アームストロングはペンシルベニア邦カーライルに帰郷した。アームストロングはジョン・ディキンソン、ベンジャミン・フランクリン両邦知事の下で、軍務長官と州務長官を務めた。1787年と1788年には、ペンシルベニア邦の代表として連合会議に派遣された。1788年、連合会議は北西部領域の首席裁判官をアームストロングに依頼したが、アームストロングはこの依頼を断った。その後アームストロングは12年間にわたってあらゆる公職を断り続け、ニューヨーク州ダッチェスで農場経営者として暮らした。
1800年11月、アームストロングは連邦上院議員ジョン・ローランスの辞任をきっかけに、後任の上院議員として公職生活を再開した。アームストロングは1802年に民主共和党の公認候補として上院議員に再選した。だがアームストロングは任期満了直前の1802年2月5日に上院議員を辞任した。アームストロングの後任にはデウィット・クリントンが選出されたが、クリントンが1803年11月に上院議員を辞任すると、正式な後任が決まる1804年2月4日まで暫定的に上院議員に任ぜられた。
1804年2月25日、アームストロングは連邦上院議員テオドロス・ベイリーの辞任に伴い、後任の上院議員に着任した。だがアームストロングは着任からわずか4ヶ月あまり後の1804年6月30日、トーマス・ジェファーソン大統領から駐仏公使に指名され、上院議員を辞任した。アームストロングは1804年11月18日に信任状を捧呈し、1810年9月14日まで公使職を務めた。また1806年にはスペインの請求裁判所で合衆国の代表を務めた。
1812年に米英戦争が起こると、アームストロングは軍に召集された。アームストロングは准将に任ぜられ、ニューヨークの港湾を防衛する任務に当たった。その後1813年、ジェームズ・マディソン大統領はアームストロングをアメリカ合衆国陸軍長官に指名した。アームストロングは陸軍においてさまざまな有益な改革を行った。だが1814年9月、アームストロングはイギリス軍による1814年8月のワシントン焼き討ちの責任を追及され、陸軍長官の辞任を強いられた。

## 晩年
陸軍長官退任後、アームストロングはニューヨーク州の農場へ戻り、隠居生活に入った。アームストロングは数多くの歴史書、伝記、農業書を出版した。アームストロングは1843年4月1日にニューヨーク州レッドフックの自宅で死去した。アームストロングの遺体はニューヨーク州ラインベックの墓地に埋葬された。

## 家族
1789年1月19日、アームストロングはニューヨーク州リヴィングストンにおいて、政治家ロバート・リヴィングストンの娘のアリダ・リヴィングストン (Alida Livingston, 1761-1822) と結婚した。結婚後アームストロングはニューヨークへ移り住み、妻の一族から購入したダッチェス郡の農場で地主となった。

## 関連図書
- Skeen, Carl E.; John Armstrong, Jr., 1758–1843: A Biography; 1982, Syracuse Univ Press; ISBN 0-8156-2242-2.